# بيلا حديد
إيزابيلا خير حديد (بالإنجليزية: Isabella Khair Hadid)‏ والمشهورة باسم بيلا حديد هي عارضة أزياء أمريكية من أصل فلسطيني، وُلدت في 9 أكتوبر 1996. ظهرت على غلاف مجلة "فوغ" العالمية 35 مرة، وفي عام 2022، حصلت على لقب "عارضة العام" من مجلس الأزياء البريطاني. كما أدرجتها مجلة "تايم" في قائمتها السنوية لأكثر 100 شخصية تأثيرًا في العالم لعام 2023.
وُلدت بيلا حديد في واشنطن العاصمة ونشأت في سانتا باربرا بولاية كاليفورنيا. بدأت مسيرتها في عرض الأزياء بعمر 16 عامًا، وانضمت إلى وكالة آي إم جي مودلز في أغسطس 2014، وظهرت لأول مرة في أسبوع الموضة في نيويورك في الشهر التالي. في عام 2016، تم اختيارها كـ"عارضة العام" من قبل محترفي صناعة الأزياء لموقع Models.com. وفي عام 2017، حققت رقمًا قياسيًا بالظهور على خمسة أغلفة لعدد سبتمبر من مجلة "فوغ" في نسخها الدولية (الصين، إسبانيا، البرازيل، أستراليا، والعربية) متوفقة على الممثلة دوتزين كرويس. ومنذ عام 2018، تُعد من بين أعلى العارضات أجرًا في العالم، حيث بلغت أرباحها 19 مليون دولار.

## النشأة
ولدت إيزابيلا حديد في 9 أكتوبر 1996 في واشنطن العاصمة، والدها (محمد حديد) هو مطور عقاري من أصل فلسطيني أردني، أما والدتها (يولاندا حديد) فهي عارضة أزياء هولندية سابقة. أدعت إيزابيلا أن نسبها من جهة الأب يعود إلى الشيخ ظاهر العمر (أمير الناصرة وشيخ الجليل)، شقيقتها الكبرى (جيجي) وشقيقها الأصغر (أنور) كلاهما عارض أزياء. لديها أيضا من جهة الأب أختان غير شقيقتان أكبر منها وهما مارييل وألانا. نشأت إيزابيلا وإخوتها في مزرعة في سانتا باربرا في كاليفورنيا، وبعد عشر سنوات انتقلت العائلة إلى بيفرلي هيلز.
في سن المراهقة مارست إيزابيلا رياضة الفروسية وكانت تتمنى المنافسة في الألعاب الأولمبية الصيفية لعام 2016، بالرغم من مشاركتها في منافسات رياضة الفروسية  وهي ليست رياضة أولمبية. تم تشخيص إصابتها مع والدتها وشقيقها بمرض لايم المزمن في عام 2012.
بعد تخرجها من مدرسة ماليبو الثانوية عام 2014 ، انتقلت إيزابيلا إلى مدينة نيويورك لدراسة التصوير في مدرسة بارسونز للتصميم. علقت دراستها للتركيز على حياتها المهنية في عرض الأزياء، لكنها أعربت عن اهتمامها بالعودة إلى المدرسة بمجرد انتهائها من عرض الأزياء لتتفرغ إلى تصوير الأزياء. كما أبدت اهتمامها بالتمثيل.

## المسيرة المهنية

### 2012-2014: العمل المبكر
بدأت بيلا حديد مهنتها كعارضة أزياء في سن السادسة عشرة من عمرها بمشروع تجاري لشركة أزياء فلين سكاي. ظهرت أيضًا في مشاريع عرض الأزياء مثل "The Swan Settings" للمخرجة ليزا أمور جنبًا إلى جنب مع الممثل بن بارنز، بالإضافة إلى مشاركتها في فيلم "Smoking Hot" للمخرجة هولي كوبلاند. صممت حديد أيضًا مجموعة هانا هايز لخريف وشتاء 2013، وعملت في حملة لصالح كروم هارتس، وهي العلامة التجارية العائلية الفاخرة لصديقتها المفضلة جيسي جو ستارك.

### 2014-2015: الصعود إلى الشهرة
في 21 أغسطس 2014 وقعت بيلا حديد عقدا مع كالة آي إم جي مودلز. وظهرت لأول مرة في أسبوع الموضة في نيويورك في سبتمبر، حيث سارت على منصة عرض الأزياء لصالح شركة Desigual. في ديسمبر، ظهرت حديد لأول مرة على غلاف مجلة جالوس، وظهرت على غلاف العدد 27 لمجلة Love.
في فبراير 2015، بدأت بيلا حديد مسيرتها على منصات عرض الأزياء، حيث شاركت في عرض مجموعة توم فورد لخريف/شتاء 2015. وفي أبريل من نفس العام، ظهرت في نسختين من مجلة CR Fashion Book من إعداد كارين رويتفيلد، تحت عنواني "Body By Bella" و"Fantasy Campaigns". وفي مايو، شاركت في عرض أزياء لمصلحة الحفل السنوي الثاني والعشرين لمبادرة amfAR لمكافحة الإيدز.
في فصل الربيع، ظهرت في حملة دعائية لحقائب Botkier Bags، وفي أغسطس، شاركت في الحملة الإعلانية لمجموعة أعياد Victoria's Secret Pink إلى جانب العارضتين رايتشل هيلبرت وديفون ويندسور. خلال الخريف، شاركت في حملة إعلانية لمجوهرات Boghossian Jewelry. وفي ختام العام، ظهرت بيلا في أسبوع الموضة في نيويورك حيث شاركت في عروض لمصممين مثل ديان فون فورستنبرغ، تومي هيلفيغر، مارك جاكوبس، واختتمت عرض جيريمي سكوت. كما شاركت في أسبوع الموضة في لندن بعروض لماركات مثل Topshop Unique وGiles، وفي ميلانو لعروض Philipp Plein، موسكينو، ميسوني، وبوتيغا فينيتا. أما في أسبوع الموضة في باريس، فشاركت في عرض بالمان. وفي ديسمبر 2015، ظهرت لأول مرة في عرض شانيل، حيث شاركت في عرض مجموعة Métiers d'Art في روما.
ظهرت بيلا حديد على غلاف عدد نوفمبر 2015 من مجلة Seventeen، كما شاركت في حملة أعياد Topshop مع ثماني عارضات أزياء، وظهرت في تقويم الأعياد الخاص بمجلة Love في اليومين 14 و15. بالإضافة إلى ذلك، ظهرت هي وشقيقتها جيجي حديد في حملة خريف 2015 الخاصة بـ Balmain، وكذلك في الحملة الإعلانية لخريف 2015 لماركة Ralph Lauren Denim & Supply. كما شاركت في كتيب Look Book لخريف/شتاء سامسونج مع العارضة شياو وين جو، والذي جمع بين التكنولوجيا والموضة.
خلال عام 2015، شاركت بيلا في جلسات تصوير لمجلات متنوعة، منها Vogue Australia، Vogue Girl Japan، Harper's Bazaar، GQ، W، Town and Country، Pop Magazine، Glamour، وElle. وظهرت على أغلفة مجلات مثل Unconditional، Grey، V (برفقة شقيقتها جيجي)، Editorialist، العدد العاشر لمجلة Wonderland، S Moda، Evening Standard، Teen Vogue، وعدد خريف/شتاء مجلة Twin.

## الأعمال الخيرية
في نوفمبر 2018، بمناسبة عيد الشكر، تطوعت بيلا للمساعدة في إعداد 500 وجبة لمنظمة Bowery Mission، وهي منظمة غير ربحية تقدم الوجبات الساخنة والمأوى لسكان نيويورك الذين يعانون من التشرد.
في أبريل ومايو 2020، أعلنت بيلا أنها تبرعت لبنوك الطعام المحلية في مدينة نيويورك ولمؤسسة Feeding America لدعم الإغاثة من فيروس كورونا. في مايو، أعلنت أنها ستدعم وتتبرع للجمعيات الخيرية مثل الحب الوقائي، والأونروا في الولايات المتحدة الأمريكية وتحالف أطفال الشرق الأوسط (MECA) للمساعدة في دعم اللاجئين.
في يوليو، باعت بيلا بالمزاد العلني تصميمات الملابس التي ابتكرتها في منزلها أثناء إغلاق كوفيد-19، حيث ذهبت جميع العائدات إلى منظمات خيرية. في أغسطس، بعد انفجار بيروت، لبنان، أعلنت أنها ستتبرع لثلاث عشرة جمعية خيرية في لبنان.

## القضية الفلسطينية

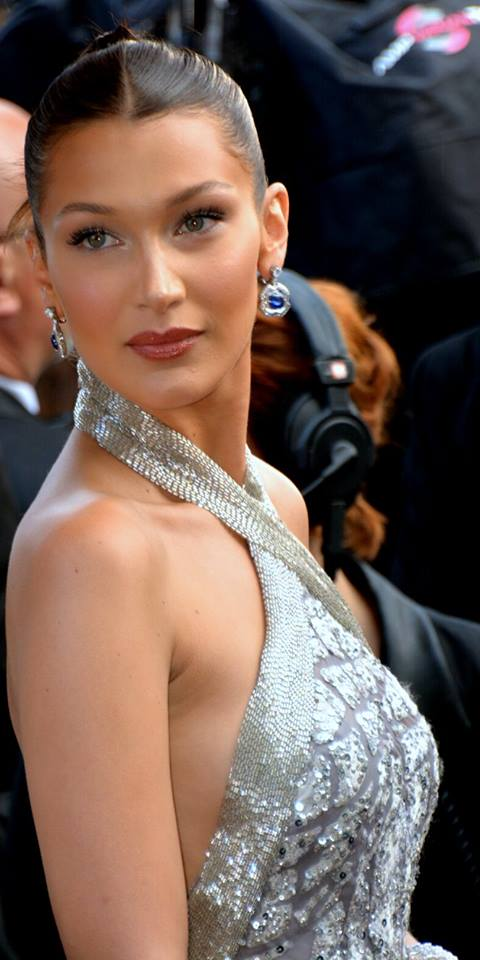
بيلا حديد في مهرجان كانس عام 2018

في عام 2020 خلال العيد، نشرت بيلا تحية لأتباعها المسلمين، وأعلنت أنها ستتبرع لمختلف الجمعيات الخيرية التي تدعم اللاجئين وغيرهم من الأشخاص الذين شهدوا الصراع، بما في ذلك الأطفال في فلسطين وسوريا والعراق ولبنان. وتابعت قائلة: «إنهم [المؤسسة الخيرية] يقدمون أيضًا برامج جامعية لمساعدة الفلسطينيين على النمو ليصبحوا كل ما يمكنهم أن يكونوا عليه. سأدعم هذه المنظمة لفترة طويلة جدًا أريد أن يعرف هؤلاء الأطفال أنهم مميزون جدًا وأن هناك أشخاصًا هنا يهتمون بهم».
نشرت حديد صورة قديمة لنفسها خلال احتجاج في لندن حيث سارت أمام السفارة الأمريكية تضامنا مع فلسطين. وجاء في منشورها: «أقف مع إخوتي وأخواتي الفلسطينيين، وسأحميكم وأدعمكم بأفضل ما أستطيع. أحبكم. انا اشعر بكم. وأنا أبكي عليكم. أتمنى أن أزيل ألمكم... لقد قيل لي طوال حياتي إنني: امرأة فلسطينية - ليست حقيقية. لقد قيل لي أن والدي ليس له مكان ميلاد إذا كان من فلسطين. وأنا هنا لأقول إن فلسطين حقيقية إلى حد كبير، والشعب الفلسطيني موجود هنا ليبقى ويتعايش. كما فعلوا دائما. وسنجتمع دائمًا كعائلة دائماً».
كما نشرت على حسابها على إنستغرام صورة قديمة لحفل زفاف أجدادها في الناصرة، مما يؤكد فخرها بجذورها الفلسطينية. وكتبت: «أنا أحب عائلتي، أحب تراثي، أحب فلسطين».

## الحياة الشخصية

### قضايا قانونية
في 22 تموز / يوليو 2014، ألقي القبض على حديد واتهامها بالقيادة تحت تأثير الكحول. تم إيقاف رخصة قيادتها لمدة سنة واحدة مع ستة أشهر تحت المراقبة. أمرت حديد أيضا بأداء 25 ساعة من خدمة المجتمع وحضور 20 ساعة من اجتماعات مدمني الكحول المجهولين.

### العلاقات العاطفية
بدأت حديد مواعدة المغني الكندي ذا ويكند في بداية عام 2015؛ وظهر الثنائي للمرة الأولى معا في نيسان / أبريل في كوتشيلا. ظهرت حديد في الفيديو الموسيقي له «في الليل» في كانون الأول / ديسمبر 2015. على السجادة الحمراء، ظهرا معا كثنائي في حفل غرامي 2016 في شباط / فبراير. في تشرين الثاني / نوفمبر 2016، انفصل الثنائي بسبب تضارب جداول مواعيدهم للغاية. في يوليو 2020، بدأت حديد علاقة مع المدير الفني مارك كالمان. وأُعلن عن علاقتهما للعامة في 8 يوليو 2021، خلال حضورها أسبوع الموضة في باريس ومهرجان كان السينمائي. وفي يوليو 2023، كُشف عن انفصالهما في الربيع بعد علاقة دامت ثلاث سنوات.

### الدين والسياسة
في عام 2016، تبرعت حديد بزوج من الجينز إلى جوني دار لمشروع شؤون اللاجئين، والتي ستعرض في مزاد علني من أجل جمع المال للجنة الإنقاذ الدولية. في كانون الثاني / يناير 2017، شاركت حديد في مسيرة «لا الحظر، لا للجدار» في مدينة نيويورك، قائلة في مقابلة أن تاريخ عائلتها هو الذي دفعها للمشاركة في المسيرة: «لدي خلفية متنوعة بدرجة كبيرة. لقد كان لي تجارب لا تصدق في جميع أنحاء العالم ولقد تعلمت أننا جميعا مجرد مجموعة من الناس، ونحن جميعا نستحق الأحترام والعطف. لا يجب أن نعامل الناس كما لو أنهم لا يستحقون العطف فقط بسبب عرقهم. هذا ليس صحيحا.»
ذكرت حديد أنها «فخورة بأن تكون مسلمة»، وتحدثت عن تاريخ والدها وكونه من اللاجئين، ومسلم متدين، ورجل أعمال أمريكي ناجح، وهي تعارض سياسات الهجرة الخاصة بدونالد ترامب. في 8 ديسمبر عام 2017، انضمت حديد لاحتجاجات لندن ضد قرار ترامب بنقل السفارة الأمريكية في إسرائيل، والاعتراف بالقدس عاصمة لإسرائيل.
ومن وقت لآخر تنشر بيلا حديد منشورات مؤيدة للفلسطينيين وكان آخرها منشور تضامنت فيه مع غزة وبنفس الوقت دانت هجوم 7 أكتوبر 2023، كما أثار خبر تخلي شركة "ديور" للأزياء عن بيلا حديد بسبب تعليقاتها الأخيرة عن الحرب بين إسرائيل وحماس، جدلا على مواقع التواصل الاجتماعي.

## الجوائز والترشيحات
في مارس 2016، حصلت بيلا حديد على جائزة "عارضة العام" ضمن جوائز Daily Front Row's Fashion Los Angeles Awards. وفي يونيو من نفس العام، صنفت ضمن قائمة أفضل 50 عارضة على موقع Models.com. وفي سبتمبر، فازت بجائزة "عارضة العام" خلال حفل GQ Men of the Year Awards الذي أقيم في لندن. أما في ديسمبر، فقد رشحها موقع Models.com لجوائز اختيار القراء عن فئتي "عارضة العام" و"نجمة وسائل التواصل الاجتماعي للعام"، وحازت على لقب "عارضة العام" بتصويت من خبراء الأزياء.
| السنة | النوع                                       | الجائزة                                       | النتيجة |
| ----- | ------------------------------------------- | --------------------------------------------- | ------- |
| 2015  | جوائز Models.com Industry                   | نجمة صاعدة (اختيار القراء)                    | فازت    |
| 2016  | جوائز الأزياء السنوية الثانية في لوس أنجلوس | عارضة العام                                   | فازت    |
| 2016  | جوائز GQ لأفضل الرجال                       | عارضة العام                                   | فازت    |
| 2016  | جوائز الأزياء البريطانية                    | العارضة العالمية للعام                        | رُشحت    |
| 2016  | جوائز Models.com Industry                   | عارضة العام: (اختيار النقاد)                  | فازت    |
| 2016  | جوائز Models.com Industry                   | عارضة العام: (اختيار القراء)                  | رُشحت    |
| 2016  | جوائز Models.com Industry                   | نجمة وسائل التواصل الاجتماعي: (اختيار القراء) | رُشحت    |

## فيلموغرافيا

### التلفاز
| السنة     | العنوان بالعربي                  | العنوان بالإنجليزي                   | الدور | ملاحظات    |
| --------- | -------------------------------- | ------------------------------------ | ----- | ---------- |
| 2011–2016 | ربات بيوت حقيقيات من بيفرلي هيلز | The Real Housewives of Beverly Hills | نفسها |            |
| 2016      | متابعة أخبار عائلة كارداشيان     | Keeping Up with the Kardashians      |       |            |
| 2018      | صنع عارضة مع يولندا حديد         | Making a Model with Yolanda Hadid    |       |            |
| 2022      | رامي                             | Ramy                                 | لينا  | حلقتان     |
| 2024      | توب موديل هولندا                 | Holland's Next Top Model             | نفسها | حلقة واحدة |
| 2024      | يلوستون                          | Yellowstone                          | سادي  | حلقة واحدة |

### أفلام قصيرة
| السنة | العنوان بالعربي                | العنوان بالإنجليزي          | الإنتاج    | الدور |
| ----- | ------------------------------ | --------------------------- | ---------- | ----- |
| 2015  | دليل بيلا حديد إلى لوس أنجلوس  | Bella Hadid's Guide to LA   | i-D        | نفسها |
| 2016  | خاص                            | Private                     | Tyler Ford | نفسها |
| 2017  | العودة إلى المنزل مع بيلا حديد | Going Home with Bella Hadid | W Magazine | نفسها |

### ديور بيوتي مع بيلا حديد
| السنة | العنوان بالعربي | العنوان بالإنجليزي | الوصف                                                                   |
| ----- | --------------- | ------------------ | ----------------------------------------------------------------------- |
| 2016  | الكواليس        | The Backstage      | خلف الكواليس لعرض أزياء ديور كروز مع بيتر فيليبس.                       |
| 2016  | الموعد          | The Date           | إعلان على وسائل التواصل الاجتماعي لروج ديور.                            |
| 2016  | الحفلة          | The Party          | بيلا حديد تعرض دليلها لليلة خارج المنزل.                                |
| 2017  | المصعد          | The Elevator       | إعلان على وسائل التواصل الاجتماعي لمستحضر ديور سكين فوريفر بيرفكت كوشن. |
| 2017  | حديث المكياج    | The Makeup Talk    | شرح مجموعة ديور S/S17 كولور جريديانت، مع بيتر فيليبس.                   |
| 2017  | وقت التصوير     | The Call Time      | إعلان على وسائل التواصل الاجتماعي.                                      |
| 2017  | المطعم          | The Diner          | إعلان على وسائل التواصل الاجتماعي لأحمر شفاه ديور أديكت لاكير.          |
| 2017  | الوشم           | The Tattoo         | إعلان على وسائل التواصل الاجتماعي لوشم الشفاه ديور أديكت ليب تاتو.      |

### مقاطع فيديو موسيقية
| السنة | الفنان          | العنوان بالإنجليزي | العنوان بالعربي     |
| ----- | --------------- | ------------------ | ------------------- |
| 2014  | جيسي جو ستارك   | Down Your Drain    | أسفل مصرفك          |
| 2014  | جيسي جو ستارك   | Baby Love          | حبيبي               |
| 2015  | ذا ويكند        | In the Night       | في الليل            |
| 2015  | بيلي . ذا ويكند | Might Not          | قد لا يكون (مشاركة) |
| 2024  | مصطفى           | Gaza is Calling    | غزة تنادي           |

## وصلات خارجية
- بيلا حديد على موقع IMDb (الإنجليزية)
- بيلا حديد على موقع قاعدة بيانات الفيلم (الإنجليزية)
- بيلا حديد على موقع دليل عارضات الأزياء (الإنجليزية)